# Effet Werther
L'effet Werther ou suicide mimétique est un phénomène mis en évidence en 1982 par le sociologue américain David Philipps, qui a étudié la hausse du nombre de suicides suivant la parution dans les médias d'un cas de suicide. Le nom est inspiré par une vague de suicides s'étant produite en Europe lors de la parution du roman de Goethe, Les Souffrances du jeune Werther.

## Parution du roman de Goethe

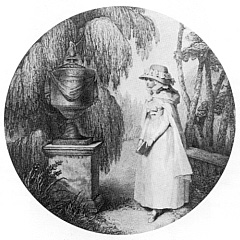
Charlotte devant la tombe de Werther

Le roman Les souffrances du jeune Werther a été publié en 1774. Il raconte le suicide d'un jeune homme à la suite d'amours déçues. Peu après sa parution, une mode s'empare des jeunes Allemands, qui imitent les façons vestimentaires du couple sujet du roman, Charlotte et Werther. Pendant les mois qui suivent, on assiste à une vague de suicides par arme à feu selon les mêmes modalités que celles utilisées par le héros, qui conduit l'Église à demander l'interdiction du livre en Europe, et les autorités allemandes à Leipzig, danoises à Copenhague et italiennes, à réaliser cette interdiction.
Umberto Eco s'interroge sur le fait qui pousse des êtres humains réels à compatir aux souffrances de héros de fiction plus volontiers qu'au sort d'inconnus dans le monde vivant des souffrances réelles. Il conclut que « la fiction suggère que peut-être notre vision du monde réel est aussi imparfaite que celle des personnages de fiction. C'est pourquoi des personnages de fiction réussis deviennent des exemples primordiaux pour la condition humaine « réelle ». ».

## L'effet Werther de David Phillips
En 1974, le sociologue David Philips indique que, malgré ces interdictions, le lien de cause à effet entre cette vague de suicides et la parution du roman n'a pas pu être étudié. Il cite Émile Durkheim, pour qui, si le suicide d'un proche peut générer quelques cas dans son entourage, ceci ne peut affecter une hausse du taux de suicide au niveau national. Toutefois, en étudiant les cas de suicide entre 1947 et 1968 en Angleterre et aux États-Unis, Phillips démontre une corrélation entre la publication dans la presse de cas de suicide, et la hausse des suicides immédiatement après, la corrélation étant d'autant plus forte que la relation du cas a été très médiatisée. Selon David Phillips, la mort par suicide présumé de Marilyn Monroe a notamment entrainé une augmentation de 12% des suicides aux Etats-Unis dans le mois qui suivit, ainsi que de 10% en Angleterre et au Pays de Galles. En 1986, il constate le même type de corrélations dans les sept jours suivants, en s'appuyant cette fois-ci sur des cas relatés par la télévision au niveau national. Il montre que là encore la hausse est d'autant plus grande que le relayage médiatique a été intense. Bien que d'autres théories aient pu être avancées, dont des causes d'erreur de traitement statistique, il conclut à un lien direct entre exposition par la télévision et hausse du taux. Il baptise ce phénomène d'effet Werther. Il dupliquera l'année suivante ces études à des œuvres de fiction.
Il réalise enfin une synthèse de ses travaux en 1992, sous le titre Suicide and the media, où il met en avant des effets d'imitation et de suggestion.

## Effet réel?
La question a donné lieu à de nombreuses études et controverses, selon le Docteur S. Stack qui procède en 2005 à une revue quantitative des études basées sur des cas hors fiction. En utilisant des méthodes de régression linéaire, elle valide 77,5 % des cas rapportés dans 55 études, et constate que l'effet est bien réel notamment lorsque la personne dont le suicide est rapporté est une célébrité, ou lorsqu'il s'agit d'une femme. La corrélation est nettement moindre, voire nulle, pour les cas de fiction à faible diffusion, ou lorsque la présentation du suicide est assortie de commentaires négatifs.
Tandis que le psychosociologue Jean-Marie Seca regrette de ne pas disposer de statistiques suffisantes pour étudier cet effet et le transposer avec certitude aux relations entre consommation de « musiques extrêmes » et conduites déviantes, deux psychologues canadiens s'interrogent sur le caractère réellement psychosocial des vagues de suicide par mimétisme. Y voyant le biais possible de simples coïncidences statistiques, ils recommandent des axes méthodologiques pour mieux cerner la réalité du phénomène.
L'influence des médias est supposée telle que les centres pour le contrôle et la prévention des maladies et l'International Association for Suicide Prevention (en), dépendant de l'Organisation mondiale de la santé, ont édité des guides pratiques à l'intention des journalistes donnant des recommandations pour traiter un cas de suicide.

### En France
Une étude épidémiologique en France met en évidence de 1979 à 2006 une hausse du nombre de suicides après la médiatisation de suicides célèbres. Ainsi une hausse de 17,6 % du nombre de suicides, par rapport aux statistiques saisonnières habituelles, est constatée dans le mois suivant le suicide de Pierre Bérégovoy, fortement médiatisé. L'étude montre également un effet significatif des suicides de Kurt Cobain (11,7 % de hausse), ou encore de Dalida (23,5 % de hausse pour la tranche d'âge 45-59 ans). Cette étude souligne que les facteurs favorisant l'apparition d'une épidémie de suicides sont « le caractère réel du modèle (et non un modèle fictif), son statut de célébrité, le montant de publicité accordée à l'événement et des facteurs de risque individuels de suicide préexistants dans la population exposée »,.
A contrario, Gérald Bronner conteste cette lecture « épidémiologique » du suicide, sur la base d'une démonstration statistique et sociologique du cas France Télécom, et souligne des effets de manipulation statistiques, reprises en boucle par les médias, au mépris des analyses contraires et plus scrupuleuses proposées par d’autres mais noyées dans le tohu-bohu médiatique.

### Au Québec
Au Québec, l'effet Werther est parfois appelé « effet Gaétan Girouard » en raison de la vague de suicides qui a suivi le suicide de l'animateur de télévision Gaétan Girouard, le 14 janvier 1999. L'Association québécoise de prévention du suicide (AQPS) a publié en 2005, une étude démontrant un lien entre la couverture du suicide de Gaétan Girouard dans les médias et une hausse du nombre de suicides durant la même période.

### Dans la culture populaire
La dimension épidémiologique du suicide a nourri les scénarios de plusieurs oeuvres de fiction, exploitant le caractère apocalyptique d'un Effet Werther à grande échelle.
Au cinéma, le film Bird Box, sorti en 2018, raconte le destin d'une famille alors que l'humanité est victime d'un phénomène inexplicable provoquant des visions suicidaires. 